# VisitScotland
VisitScotland，前身是苏格兰旅游局（Scottish Tourist Board），是苏格兰的国家旅游组织、苏格兰政府的非政府部門公共機構，在爱丁堡、格拉斯哥、阿伯丁、印威內斯和苏格兰其他地区设有办事处。 
该组织主要目的是通过广告和促销活动吸引游客到苏格兰。VisitScotland.com网站由其运营，为苏格兰游客提供订票服务。2001年开始，该网站作为公私合营企业运营，2008年恢复公有制。